# Pōhiva Tu'i'onetoa
Pohiva Tuʻiʻonetoa (Talafo’ou, 30 de junio de 1961-Estados Unidos, 18 de marzo de 2023) fue un contador y político tongano, que se desempeñó como primer ministro de Tonga desde el 8 de octubre de 2019 y el 27 de diciembre de 2021, como líder del Partido Popular.

## Formación
Se graduó del Instituto de Contadores Públicos de Nueva Zelanda. En 1993 recibió un Diploma de Posgrado en Gestión Financiera de la Universidad de Monash y se graduó con un Master en Contabilidad Empresarial (MBA) de la misma universidad. En 1997 se certificó como Contador de Gestión por el Institute of Certified Management Accountants de Australia y obtuvo un certificado en Derecho Civil por la Universidad del Pacífico Sur.

## Carrera
Se unió al Servicio Civil de Tonga por primera vez en enero de 1979. Fue el Liquidador Oficial de la División comercial del Departamento de Justicia en Hamilton, Nueva Zelanda. Se desempeñó como Auditor General (AG) de Tonga de 1983 a 2014. Fue secretario privado del rey Taufa'ahau Tupou IV entre 1987 y 1988, y también secretario del Consejo Privado durante el mismo período. Entre 1992 y 2004 se desempeñó en el Consejo de Administración de la Organización Internacional de Entidades Fiscalizadoras Superiores
En 2000, fue galardonado con el título de "Doctor del Ministerio Cristiano" por el Evangelical Seminary, una escuela evangélica privada en Tacoma, Estados Unidos.

## Carrera política
En las elecciones generales de 2014 fue elegido para la Asamblea Legislativa, por el distrito electoral de Tongatapu 10. A su vez, es nombrado Ministro de Policía, Turismo, Trabajo y Comercio por el nuevo Primer Ministro Akilisi Pōhiva. En 2017, fue designado Ministro de Finanzas y Planificación Nacional, cediéndole el Ministerio de Policía, Turismo, Trabajo y Comercio a Mateni Tapueluelu. En las elecciones de ese año, obtuvo 1631 votos, conservando así su escaño en la Asamblea.  

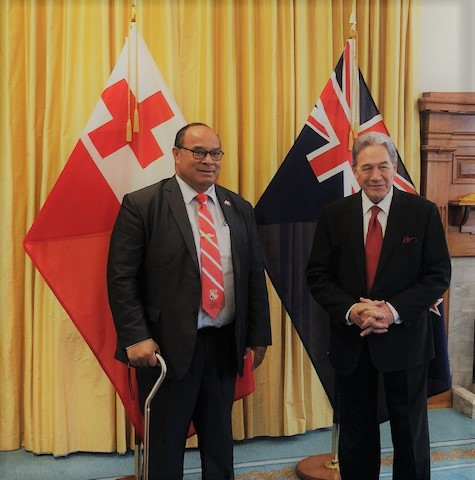
Tu'i'onetoa con Winston Peters, ministro de Asuntos Exteriores de Nueva Zelanda en 2019.

## Primer Ministro
A fines de septiembre de 2019, después del fallecimiento del primer ministro Akilisi Pōhiva, dejó el gobierno con otros tres diputados democráticos y se unió a la oposición parlamentaria (bloque de nobles y diputados plebeyos conservadores e independientes) antes de la elección de un nuevo Primer ministro por el Parlamento. Anunció la formación de un nuevo partido político, el Partido Popular (PAKT). El 27 de septiembre, fue elegido primer ministro por quince votos contra ocho para Semisi Sika, quien se desempeñó como mandatario interino. Fue nombrado oficialmente por el rey Tupou VI el 8 de octubre de 2019.

### Gabinete
La integración de su gabinete fue anunciada el 9 de octubre de 2019. En el mismo se incluyeron solo tres ministros del gabinete de Akilisi Pōhiva. Incluyéndose a sí mismo, Tuʻiʻonetoa  y otras cuatro personalidades vuelven a tomar posesión de una cartera ministerial, y se han nombrado a dos nobles y dos mujeres.
| Ministerio | Titular                                  |
| --- | ---------------------------------------- |
| Ministro de Empresas Públicas                                                                                           | Hon. Dr. Pohiva Tu’i’onetoa              |
| Ministro de Tierras y Recursos Naturales Ministro de las Fuerzas Armadas de Su Majestad                                 | Ma'afu Tukui'aulahi                      |
| Ministro de Finanzas y Planificación Nacional Ministro de Ingresos y Aduanas                                            | Hon. Tevita Lavemaau                     |
| Ministro de Meteorología, Energía, Información, Gestión de Desastres, Medio Ambiente, Comunicaciones y Cambio Climático | Hon. Poasi Mataele Tei                   |
| Ministro de Educación                                                                                                   | Hon. Siaosi ‘Ofakivahafolau Sovaleni     |
| Ministro de Comercio y Desarrollo Económico                                                                             | Hon. Samiu Kuita Vaipulu                 |
| Ministro de Infraestructura y Turismo                                                                                   | Vacante                                  |
| Ministro de Asuntos Internos                                                                                            | Hon Vatau Hui                            |
| Ministro de Policía, Bomberos y Servicios de Emergencia                                                                 | Lord Nuku                                |
| Ministro de Agricultura, Alimentación, Bosques y Pesca                                                                  | Lord Tu’ilakepa                          |
| Ministra de Salud | Hon. Dr. ‘Amelia Afuha’amango Tu’ipulotu |
| Fuenteː |                                          |

### Moción de censura
El 9 de diciembre de 2020, el líder del Partido Democrático de las Islas Amigas (PTOA), Semisi Sika presentó una moción de censura contra Tu'i'onetoa, que se votó el martes 12 de enero de 2021. El viceministro, Sione Vuna Fa'otusia renunció a su cargo en el gabinete, tras ser uno de los diez firmantes. Eran necesarios 13 votos, es decir, la mitad de la Asamblea Legislativa para que saliera adelante. Finalmente, 13 representantes votaron en contra frente a 9 que votaron a favor, por lo que el proyecto fue rechazado.

## Controversias
El 29 de abril de 2022, la Corte Suprema de Tonga declaró nula su elección como Representante Popular por Tongatapu 10 en los comicios de 2021, después de que se descubriera que había sobornado a un grupo de mujeres ofreciéndoles T$ 50.000. La petición fue presentada al máximo órgano judicial por un elector del mismo distrito electoral, quien alegó que Tu'i'onetoa había violado la sección 21 la Ley Electoral. En el juicio, que fue realizado entre el 19 y el 21 de abril de 2022, el juez Nicholas Cooper emitió un fallo en el que concluyó que Tevita Lavemaau, por entonces miembro del gabinete de gobierno, entregó un tokoni —en tongano, ayudar o dar asistencia— de T$ 50.000 al Grupo de Mujeres de Tongatapu, en nombre de Tu'i'onetoa. La condena se suspendió pendiente de apelación el 26 de mayo de 2022. El 9 de junio de 2022 se descubrió nuevamente que había cometido soborno en una segunda petición electoral. El 9 de agosto, la Corte de Apelaciones confirmó su apelación y revocó la sentencia, por lo cual Tu'i'onetoa conservó su escaño.

## Distinciones honoríficas
Comandante de la Orden de la Reina Salote Tupou III (31 de julio de 2008).